# Mikojan-Gurevič E-8
Mikojan-Gurevič E-8 je bil eksperimentalni nadzvočni lovec, ki so ga razvili v zgodnjih 1960ih v Sovjetski zvezi. Zasnovan je na podlagi MiGa-21, ki naj bi ga tudi nasledil.
E-8 je za razliko od MiGa-21 imel vstopnike za motor pod trupom, s tem so pridobili več prostora za radar v nosu. Zgradili so samo dva prototipa, kasneje so program preklicali, so pa nekatere dele uporabili na MiGu-23.

## Specifikacije
Podatki iz MiG: Fifty Years of Secret Aircraft Design; Belyakov and Marmain 1994, pp. 318–319.
Splošne karakteristike
- Posadka: 1
- Dolžina: 14,90 m (48 ft 10⅝ in)
- Razpon kril: 7,15 m (23 ft 5¾ in)
- Višina:  ()
- Površina kril: 23,13 m² (249 ft²)
- Naložena teža: 14 985 lb (6 800 kg)
- Maks. vzletna teža: 8200 kg (18 070 lb)
- Pogon letala: 1 × R-21F-300 
  - Potisk motorjev (suh): 46,05 kN (10 330 lbf)
  - Potisk motorjev z dodatnim zgorevanjem: 70,55 kN (15820 lbf)

 Zmogljivost 
- Maks. hitrost: 2230 km/h (1204 vozlov, 1386 mph) na višini 12000 m (39360 ft)
- Višina leta: 20000m (65600 ft)

Oborožitev

- Izstrelki: 2× Vimpel K-13 raketi zrak-zrak